# Л'Арђине (Пиза)
Л'Арђине је насеље у Италији у округу Пиза, региону Тоскана.
Према процени из 2011. у насељу је живело 29 становника. Насеље се налази на надморској висини од 1 м.